# Txindoki
El monte Txindoki, Larrunarri o Ñañarri, de 1346 m de altitud, y situado en la sierra de Aralar, entre Guipúzcoa y Navarra, en el País Vasco. Es  uno de los montes más emblemáticos del territorio histórico guipuzcoano. A sus pies se sitúa la ermita de Nuestra Señora de los Remedios, en Larráiz, Guipúzcoa, muy venerada por los habitantes de los alrededores. La leyenda dice que en su cumbre "Mari", la diosa por excelencia del Olimpo Vasco, tiene una de sus residencias.  
Algunos le llaman el Cervino Vasco o de Aralar, en una exageración de sus características. Forma parte del parque natural de la Sierra de Aralar. 
Txindoki es la primera montaña que subió, siendo niña, la alpinista Edurne Pasaban, porque aquí venía con sus padres. Todavía entrena en este monte de Aralar, como declaró en una entrevista con la revista Lonely Planet, número de febrero de 2011.

## Descripción

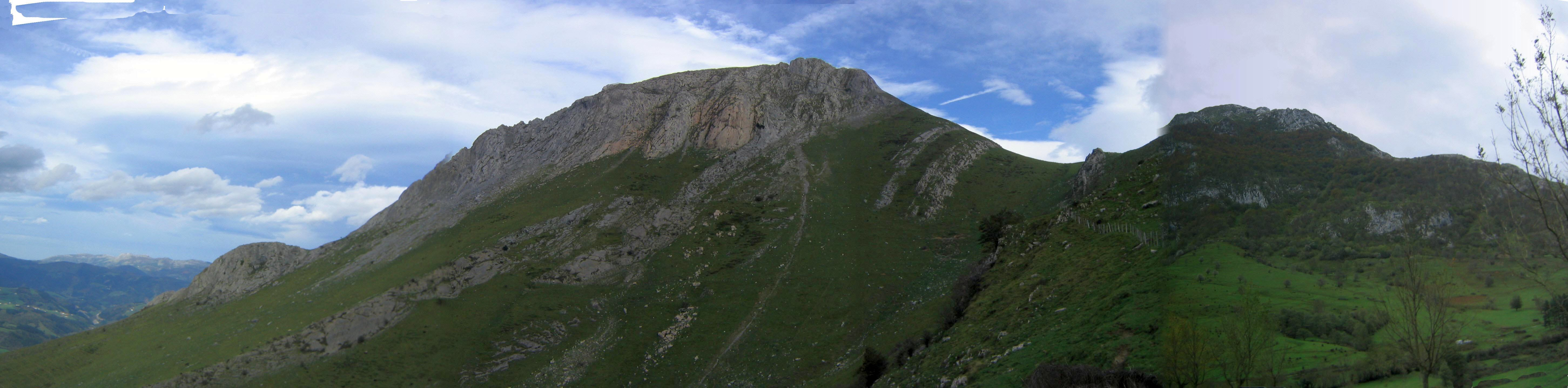
Vista del Txindoki y su arista

Visible desde muchos puntos del País Vasco, es el referente de la sierra de Aralar. Marca uno de sus límites, y bajo su cumbre se extienden las campas donde pastan multitud de rebaños de ovejas.
Su afilado pico de caliza y su arista, emblemática para los alpinistas y amantes de la escalada, se alzan sobre el entorno verde de los extensos pastizales y bosques de hoja caduca. 
Su nombre es Larrunarri o Larrunari, y su contracción Ñañarri, pero es mucho más conocido como Txindoki, nombre de una borda de pastores que se sitúa a los pies de la cumbre, al este, en terrenos de Amézqueta. 
La mole caliza se alza a 1000 m sobre el santuario de Larraitz, que está a 401 m de altitud. Quedan visibles la arista y el barranco, poblado de bosque autóctono, que caen desde la cumbre. 
La vegetación está formada por robles, hayas, espinos albares y un sinfín de árboles de las latitudes cantábricas, sin que falte alguna especie foránea como el pino de Monterey, que van dejando paso a los pastos según se gana altura. 
El terreno calizo hace su aparición con multitud de acumulaciones de rocas. El paisaje toma el aspecto típico de las zonas kársticas y se llena de pequeñas construcciones, escondidas en las depresiones del terreno y entre los escasos árboles, que suelen habitar los pastores de ovejas en las temporadas que mantienen sus rebaños en las campas de Aralar.
Abundan el jabalí y el venado, aunque son difíciles de ver, y se ha llegado a ver incluso algún lobo. Los buitres y los cuervos son las aves más abundantes, además de otras rapaces.
Los alrededores del Larrunarri están llenos de monumentos megalíticos que son testimonio de la ocupación de estas tierras desde la prehistoria. Los dólmenes, menhires y túmulos jalonan las campas de Aralar recordando que, en el pasado, había habitantes que se mantenían de la caza y el pastoreo por estas mismas campas donde hoy siguen pastando las ovejas.

## La arista del Txindoki
Desde el aparcamiento de Larraitz se asciende por el camino normal hasta Gaztesuiko langa. A continuación emprendemos una dura subida por un sendero al este, ganando altura rápidamente, hasta situarse en la base de la roca en Amezti. Desde este punto se ascienden los primeros resaltes que son de dificultad sencilla, calificados como II, y se llega al primer paso de dificultad IV, un diedro. Seguimos ascendiendo con alguna dificultad leve, de grado III. Continuamos sobre la arista para pasar por una brecha y llegar a una chimenea, todo ello de dificultad III o III+, para alcanzar de nuevo el vértice de la roca y de nuevo, por otra chimenea, alcanzamos la cresta. La pared que encontramos, el frontón se salva mediante unos buenos agarres; tiene dificultad IV. Por la vertiente sur pasamos a un pequeño rellano y una canal herbosa hasta el diedro de salida (al que se entra por la derecha). Se supera éste, de grado IV, y se continúa rodeando el extraplomo por la izquierda, grado IV. Siguiendo la rampa alcanzamos la cruz de Erlabeltzeko punta (1.316 m), y desde aquí por un camino, estrecho pero bueno, se alcanza la cumbre.

## La leyenda
Una de las moradas de Mari está en esta montaña, que alterna con otras como el Amboto, el Oiz o el Aquetegui. Y no es de extrañar que haya elegido este monte para su ubicación. No en vano su afilado pico es visible desde cualquier parte del País Vasco, y desde él se divisan todas las otras cumbres que sirven de morada a esta mítica diosa.
En 1927 describían así al Txindoki y sus tradiciones en la revista Pyrenaica (revista de la Federación Vasconavarra de Montaña):

Al norte del Aralar, se yergue majestuoso e imponente, encumbrado y denso, el peñascal de Larrunarri. Otros lo conocen por el más típico nombre de Txindokí y en el Goyerri guipuzcoano lo llaman también Ñañarri, quizá por parecer más delgado y frágil visto por este lado. Pero por donde quiera que se le mire, siempre es imponente y se presenta majestuoso a nuestra vista: parduzco en los días grises, azulado en días de sol. Los tejos, espinos, jarales y demás arbustos desparramados por sus laderas, tienen raíces de sangre entre sus duras rocas.

Se alza a 1.430 metros sobre el nivel del mar y aunque esta altitud sólo le permite ocupar el tercer lugar entre sus hermanos, Gambo e Irumugarrieta son más altos que el Larrunarri, es siempre el más majestuoso. Txindoki, visto desde el vallecito de Zaldivia, tiene alguna semejanza con el perfil del Cervino.

Si la mítologia dice que Mari mora en su cima, a sus pies los hombres y mujeres que residen a la sombra de la cumbre van a prestar devoción a la católica Virgen de Nuestra Señora de los Remedios, que tiene su ubicación en el Santuario de Larraitz. Los poderes de la precristiana Mari han pasado a la ortodoxa Virgen a quien se le atribuyen toda clase de logros que, para muchos de sus devotos, son milagros.
La ermita es una sencilla construcción de mampostería en donde se guarda una imagen del siglo XIV de la Virgen. Hay otra imagen del siglo XII de esta misma Virgen que está ubicada en la iglesia parroquial de Abalcisqueta.

## Rutas de ascenso

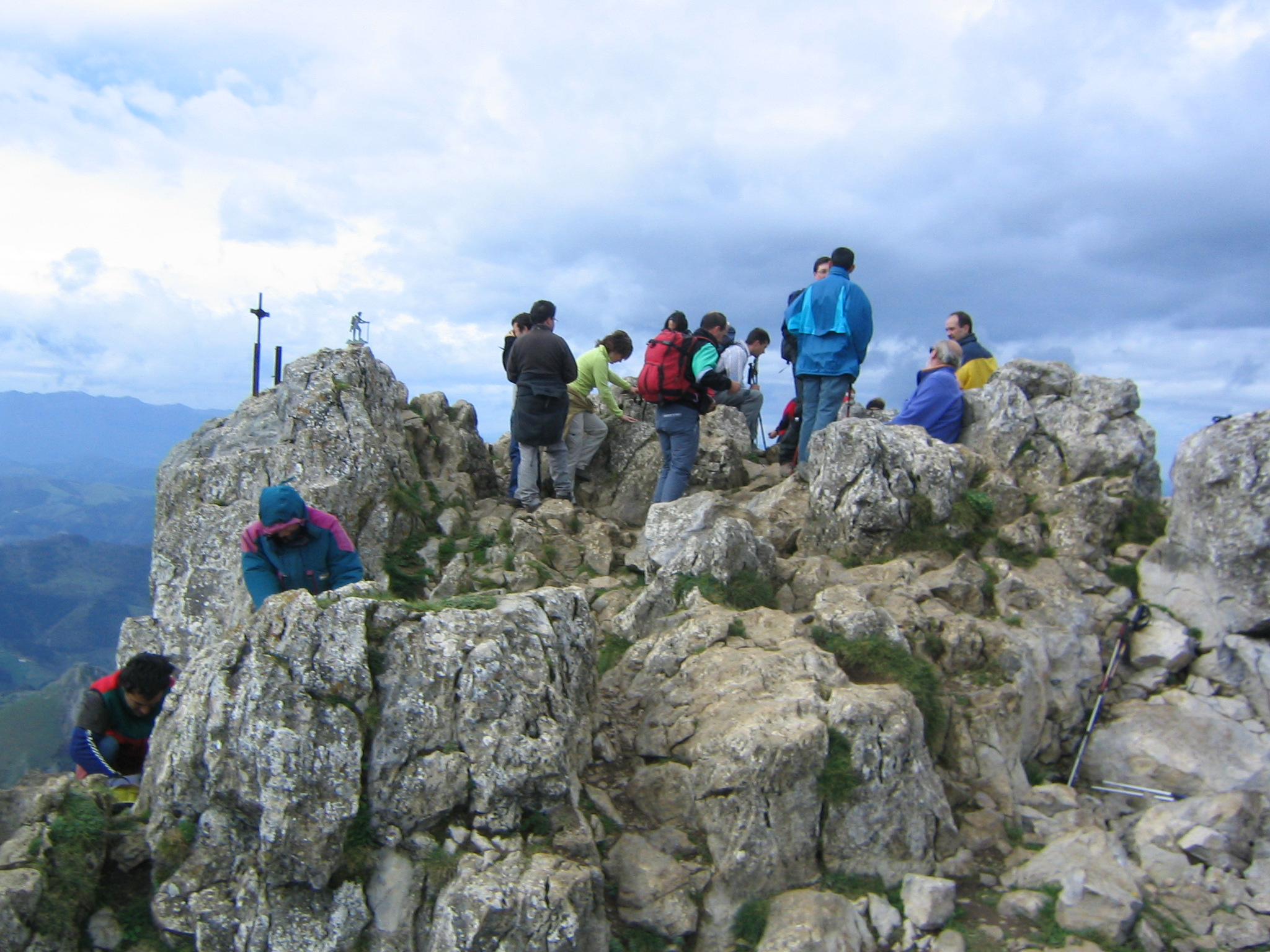
Cumbre del Txindoki

La ruta convencional es la que parte de Larráiz y pasa por el collado de Egurra. Hay variantes a esta ruta, entre las que destaca la arista, bien por su cresta o bien por su pie.
- Desde Larráiz por Egurra.

Se sale del aparcamiento de las instalaciones de Larráiz (401 m) y se sigue el magnífico camino que comienza a rodear la arista por el norte. Se sigue por lo que se conoce como Gaztesuiko langa y pasamos al lado de un pinar. Poco después se llega a la fuente de Oria Iturri (860 m) y siguiendo el ancho camino subimos a la derecha hacia las majadas de Zigarate o Ziate. Aquí se encuentra la primera borda, Ziate Bekoa (920 m) nada más doblar a la izquierda y superar una pequeña cresta. Se deja una fuente que se hunde en el cauce de un pequeño y recién nacido riachuelo y se alcanza la borda de Ziate Goikoa, la de arriba (1008 m). Se sigue el camino y se pasa por debajo del collado de Zaldiarrate (1148 m); enseguida se llega al de Egurra (1154 m). La cima se alza en su último y más pendiente tramo. Se sigue el camino marcado entre la hierba y las rocas hasta que desaparece la hierba y se tuerce a la izquierda ascendiendo entre rocas hasta la cima.
- Larráiz por Muitze.

Se comienza la ruta igual que la anterior hasta pasar Gaztesuiko langa (540 m). Se toma una senda a la izquierda con la que cruzamos los prados de Urtzabal, y de allí llegamos al rellano de Urtzabal Goikoa (se puede llegar aquí directamente desde Larraitz por el camino del repetidor). Desde aquí cruzamos Mallaki y nos introducimos por las barrancas de Larrunarri (1346 m) y Larraone (1199 m). Siguiendo la regata de Muitze erreka se va ascendiendo hasta el circo herboso de Muitze, junto a la txabola de pastores y de allí, por el paso de Arrategorri, se llega a la cueva de Marizulo y a las ruinas de la borda Txindoki (de donde en monte toma el nombre), y se llega al collado de Egurra. Desde Egurra se sigue el itinerario anterior.
- Desde Larráiz por la base de la arista.

Se inicia el itinerario normal hasta  Gaztesuiko langa de donde por un sendero al este. Se emprende una dura subida, alcanzando altura rápidamente, hasta situarse en la base de la roca en Amezti. Se recorre la base de la arista hasta llegar a una canal herbosa que se asciende hasta la cruz de Erlabeltzeko punta y por la cresta, cómodamente, se alcanza la cumbre.

Tiempos de acceso
- Larráiz, ruta normal: 2 h.
- Por Muitze: 2 h 30 min.
- Base de la arista: 2 h